# Цивилизация Хуанхэ
Цивилизация Хуанхэ, или цивилизация Жёлтой реки — древняя китайская цивилизация, которая проживала в среднем и нижнем бассейне Желтой реки. В районе цивилизации Хуанхэ существовало множество неолитических культур, а вскоре возникла культура бронзовых изделий династий Шан и Чжоу.
В пойме Жёлтой реки цивилизация Хуанхэ начала сельское хозяйство. В ходе ирригации и борьбы с наводнениями начали создаваться города.

## Культуры
- Культура Нанчжуаньтоу[англ.]
- Культура Пэйлиган (7000 до н. э. — 5000 до н. э.)
- Цишаньская культура[англ.] (6500 до н. э. — 5000 до н. э.)
- Культура Дадиван[англ.] (6000 до н. э. — 5000 до н. э.)
- Культура Бэйсинь[англ.] (6500 до н. э. — 5000 до н. э.)
- Культура Янгшао[англ.] (5000 до н. э. — 3000 до н. э.)
- Культура Даванко[англ.] (4300 до н. э. — 2300 до н. э.)
- Культура Лонгшань[англ.] (3000 до н. э. — 1900 до н. э.)
- Культура Эрлитоу (2000 до н. э. — 1600 до н. э.)
- Культура Эрлиганг[англ.] (1600 до н. э. — 1400 до н. э.)